# اس-بان اشتوتگارت
اس-بان اشتوتگارت (انگلیسی: Stuttgart S-Bahn) شبکه قطار حومه در منطقه اشتوتگارت، آلمان است.
این راه‌آهن که در سال ۱۹۳۳ تأسیس شده دارای ۷ خط، ۸۳ ایستگاه و ۲۱۵ کیلومتر طول است. اس-بان اشتوتگارت به شهر اشتوتگارت و ناحیه‌های اسلینگن، بوبلینگن، لودویگسبورگ و رمس-مور متصل است.

## نگارخانه

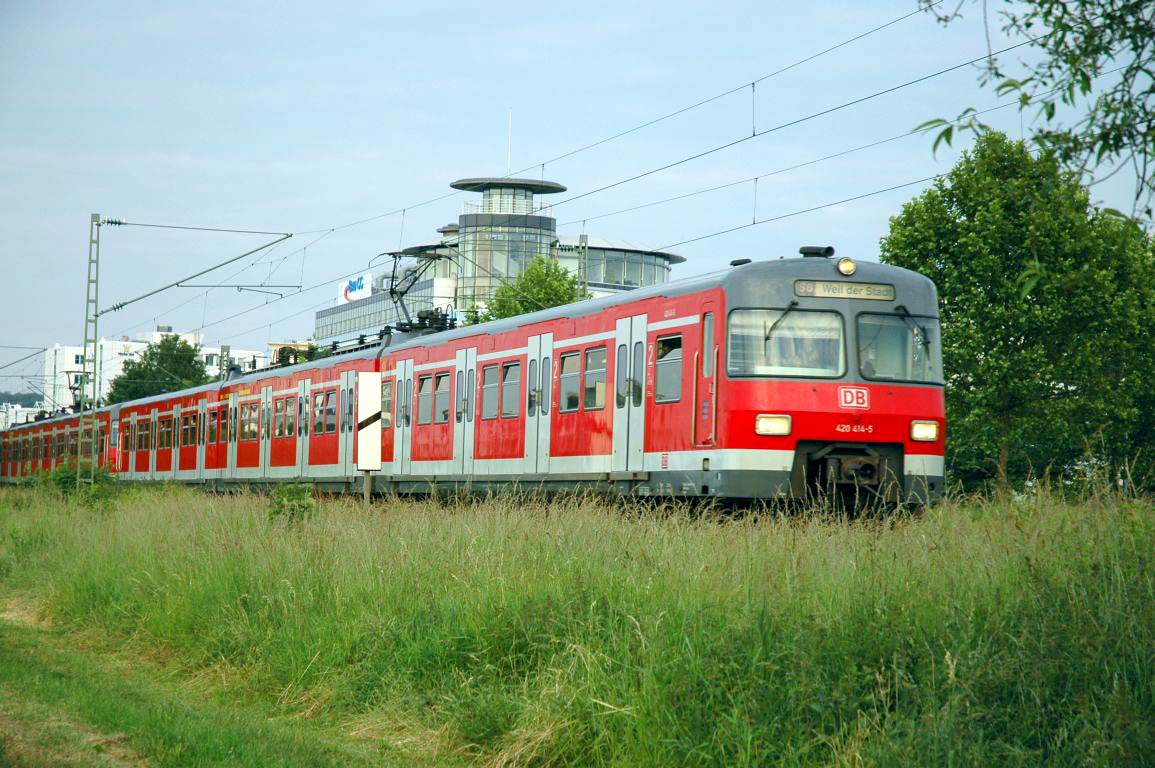
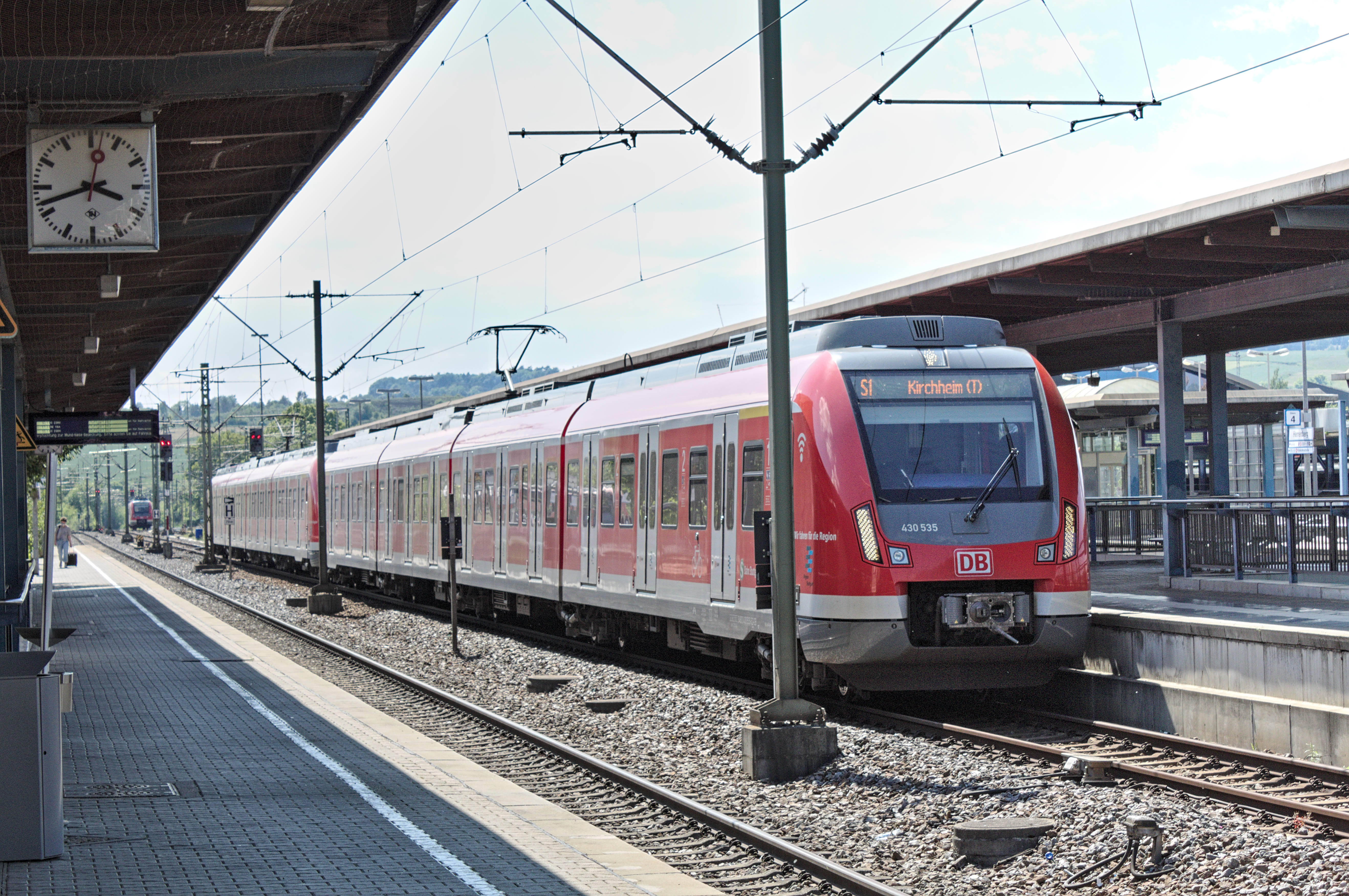
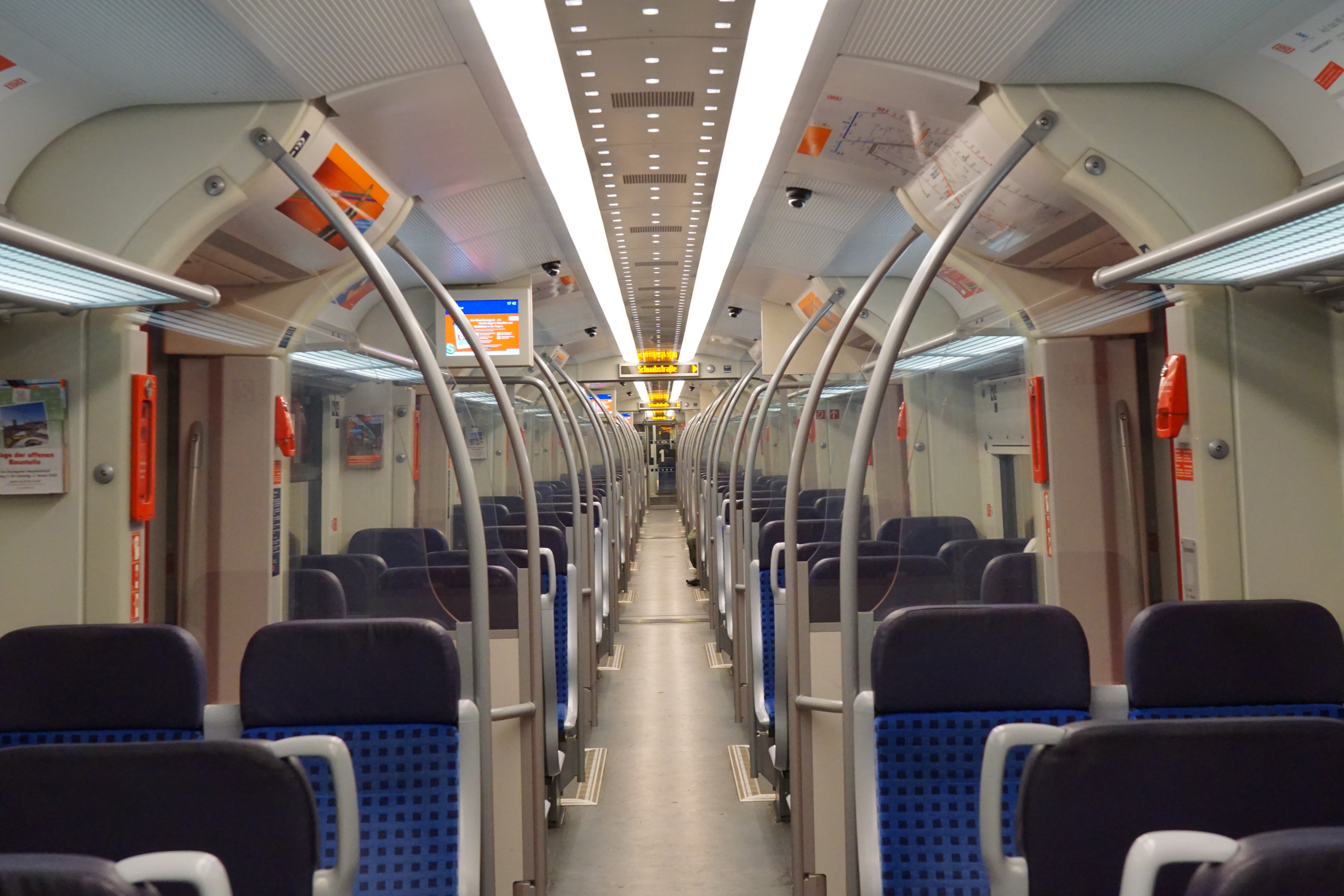
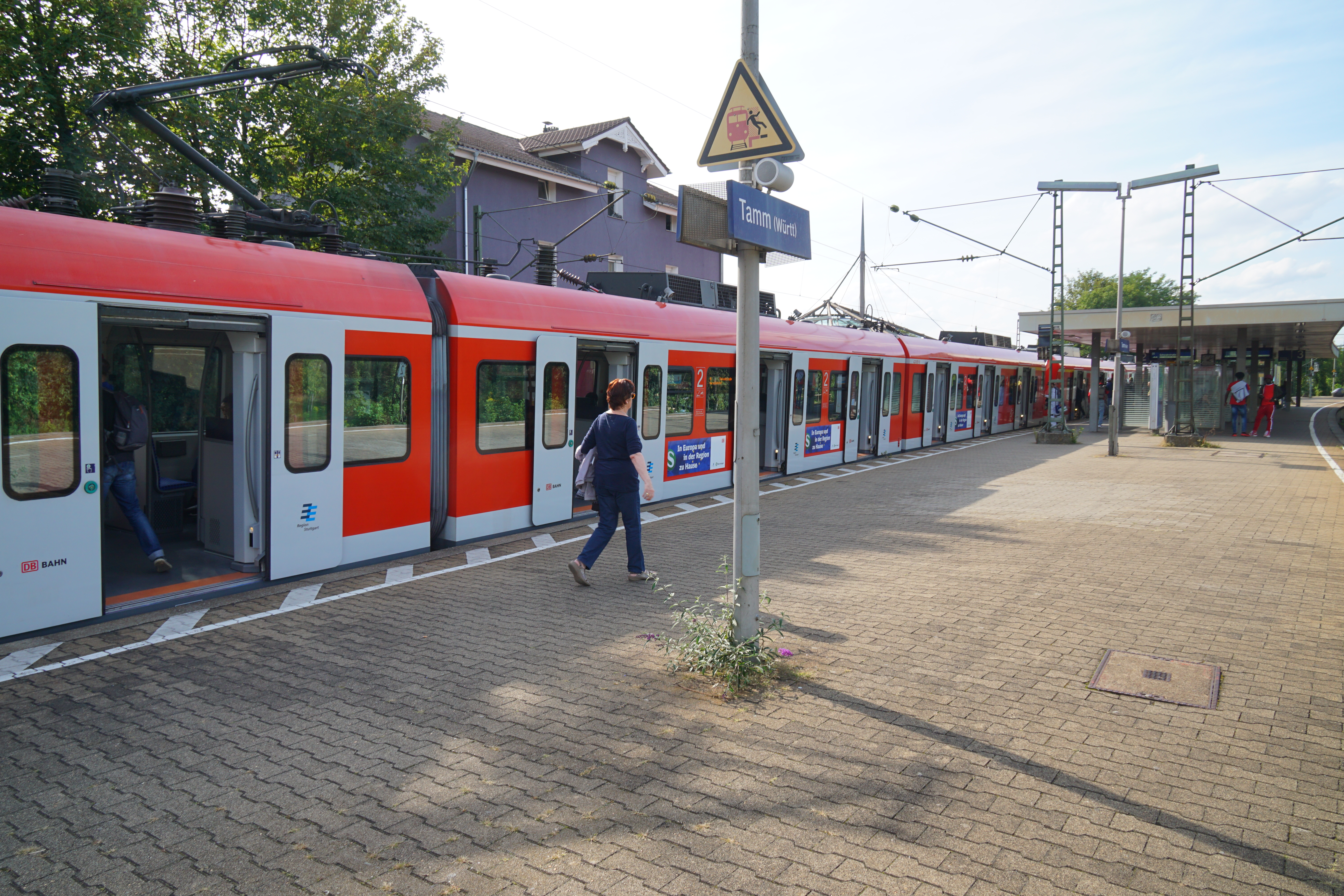